# Aceite de Madrid

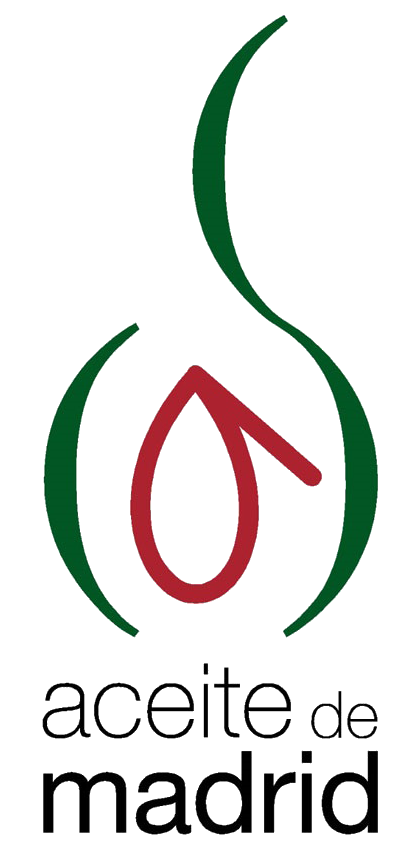
Logo de la DOP Aceite de Madrid

Aceite de Madrid es una denominación de origen protegida para los aceites de oliva vírgenes extra que, reuniendo las características definidas en su reglamento, hayan cumplido con todos los requisitos exigidos en el mismo. El consejo regulador de la D.O. se encuentra en el municipio de Madrid.

## Zona de producción

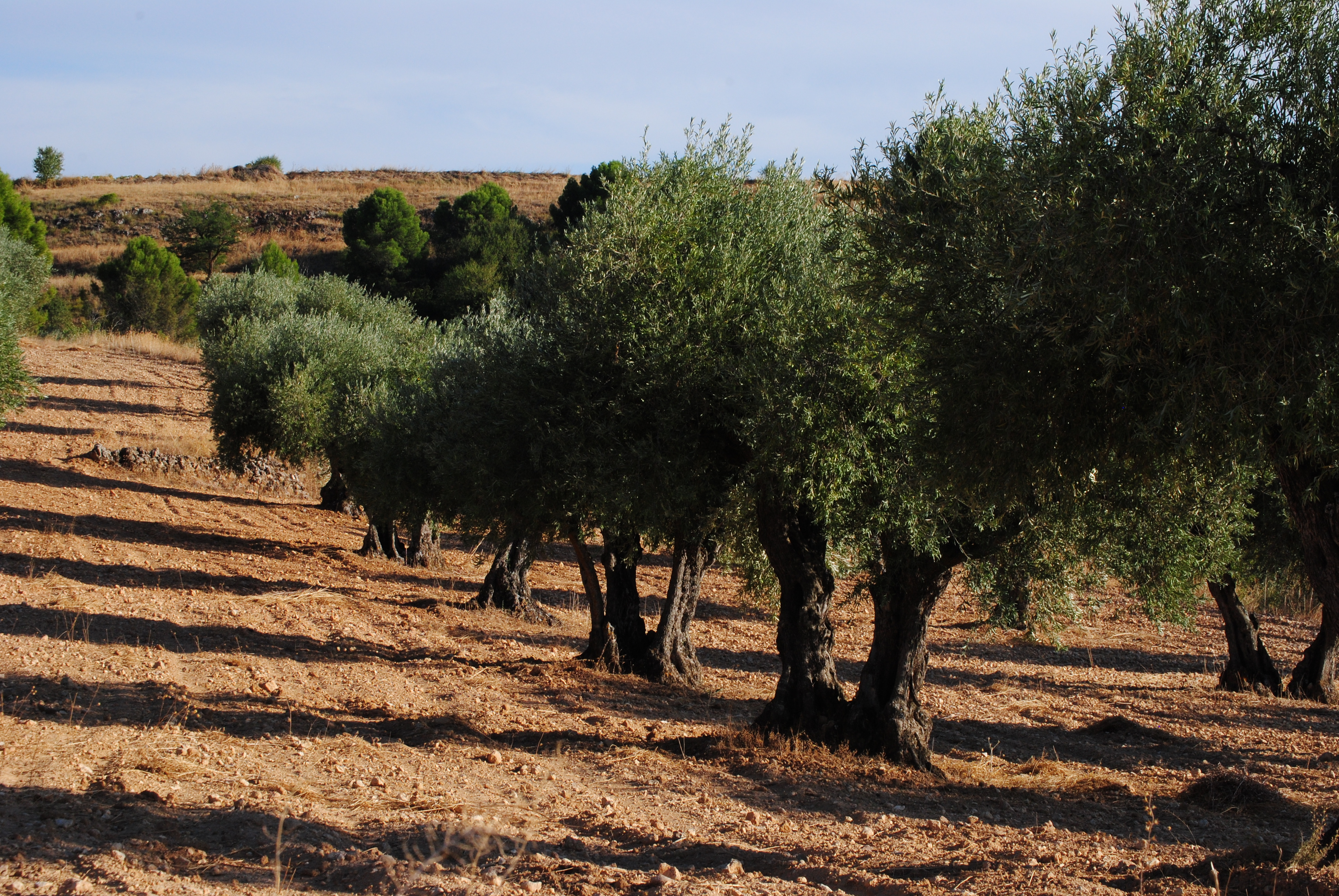
Olivar tradicional de variedad Cornicabra en el término municipal de Chinchón

La zona de producción se encuentra situada sureste de la Comunidad de Madrid, cuyas características fisio-geomorfológicas, litológicas, geológicas y edáficas, conforman una unidad morfológica, geográfica e histórica homogénea que comprende los municipios pertenecientes a la Cuenca del Henares, La Comarca de Las Vegas y varios municipios de la Cuenca Sur limítrofes por el este con la Comarca de las Vegas. Durante el Cuaternario se definió la red hidrológica actual y se encajaron los valles de los ríos Tajo, Jarama, Henares y Tajuña, que delimitan la descripción geográfica. 
Los municipios en los que se encuadra la denominación son: Alcalá de Henares, Ambite, Anchuelo, Aranjuez, Arganda del Rey, Belmonte de Tajo, Brea de Tajo, Campo Real, Carabaña, Colmenar de Oreja, Corpa, Chinchón, Estremera, Fuentidueña de Tajo, Loeches, Mejorada del Campo, Morata de Tajuña, Nuevo Baztán, Olmeda de las Fuentes, Orusco, Perales de Tajuña, Pezuela de las Torres, Pozuelo del Rey, Santorcaz, Los Santos de la Humosa, Tielmes, Titulcia, Torres de la Alameda, Valdaracete, Valdelaguna, Valdilecha, Valverde de Alcalá, Velilla de San Antonio, Villaconejos, Villalbilla, Villamanrique de Tajo, Villar del Olmo y Villarejo de Salvanés.

## Historia
El cultivo del olivar en la Comunidad de Madrid, siempre ha tenido un protagonismo destacado. Las primeras noticias documentadas que se tienen de la obtención de aceite y la existencia de almazaras aparecen en el libro de Don Vicente Cristóbal López, “Historia de Valdilecha, un pueblo de Madrid“, donde hace referencia a la existencia de molinos ya en el siglo XIII.

## Variedades admitidas
Las variedades permitidas para producción de aceites mono y multivareitales son:
- Principales: Cornicabra, Castellana y Manzanilla Cacereña, presentes como mínimo en un 80% en los olivares identificados en la descripción geográfica, con presencia al menos de dos de las variedades mayoritarias en el aceite de oliva virgen extra.

- Minoritarias autóctonas: Carrasqueña, Gordal, Asperilla, y Redondilla. El conjunto de estas variedades minoritarias no superará el 20% del aceite de oliva virgen extra obtenido.[2]

## Características organolépticas y fisicoquímicas
Las aceitunas son recogidas directamente del árbol con un grado de madurez máximo de 4, permitiendo obtener frutados superiores en la descripción organoléptica.
| Acidez              | No superior a 0,5 % |
| Índice de Peróxidos | Máximo 14 mEq O2/kg |
| K270                | Máximo 0,18         |
| K232                | K232 Máximo 2,0     |
| Polifenoles Totales | Mínimo 300 mg/kg    |
| Pigmentos Totales   | Mínimo 10 mg/kg     |

El análisis organoléptico  presenta un perfil sensorial con intensidades de moderadas a altas, reflejando su complejidad con la presencia exigida de mínimo 3 descriptores, sensaciones aromáticas olfativas directas o retronasales, para su certificación. La caracterización organoléptica es complementada con equilibradas percepciones de los atributos amargos y picantes con intensidades mínimas de 2, no superando sus valores más de 2 puntos sobre el frutado.